# Schlacht von Amphipolis
Sybota – Potidaia – Spartolos – Stratos – Naupaktos – Plataiai – Olpai – Tanagra – Pylos – Sphakteria – Korinth – Megara – Delion – Amphipolis – Mantineia – Melos – Syrakus – Milet – Syme – Eretria – Kynossema – Abydos – Kyzikos – Ephesos – Chalkedon – Byzanz – Andros – Notion – Mytilene  – Arginusen – Aigospotamoi
Die Schlacht von Amphipolis fand während des Peloponnesischen Krieges im Jahre 422 v. Chr. zwischen den Spartanern unter Brasidas und den Athenern unter Kleon statt. Da beide Feldherren, die in ihrem jeweiligen Lager zu den Durchhaltepolitikern zählten, im Kampf starben, war nach der Schlacht der Weg frei, die erste Phase des Krieges (des archidamischen Krieges) durch einen Waffenstillstand (Nikiasfrieden) abzuschließen.

## Vorgeschichte
Etwa zur Zeit der Schlacht von Delion begann der spartanische Feldherr Brasidas im Winter 424/423 v. Chr. mit der Belagerung von Amphipolis, einer athenischen Kolonie in Thrakien am Fluss Strymon. Die Stadt wurde von Eukles verteidigt, der Thukydides um Hilfe rief, der bei Thasos mit sieben athenischen Schiffen lag.
Um die Stadt zu gewinnen, ehe weitere athenische Truppen ankommen würden, bot Brasidas den Einwohnern von Amphipolis freien Abzug unter Mitnahme ihrer Besitztümer an. Daraufhin kapitulierte Amphipolis trotz des Einspruchs des Eukles. Am selben Tag traf Thukydides im nahen Eion ein, das er mit Hilfe der ausgewiesenen Bevölkerung von Amphipolis verteidigte. Unterdessen verbündete sich Brasidas sowohl mit den Makedoniern unter König Perdikkas als auch mit einigen der umliegenden thrakischen Städte und griff diejenigen Städte, die sich ihm widersetzten, an, darunter Torone. Die Athener befürchteten, dass die Städte, die bislang noch zu ihnen hielten, sich ebenso wie Amphipolis mit den Spartanern verständigen könnten. Im fernen Athen machte man unterdessen Thukydides für den Verlust von Amphipolis verantwortlich, auch wenn dieser sich damit verteidigte, dass er nicht rechtzeitig habe eintreffen können, um die Stadt zu retten. Man machte ihm den Prozess und verbannte ihn aus Athen.
Nach der Übergabe von Amphipolis einigten sich Sparta und Athen auf einen vorläufigen Waffenstillstand. In Sparta hoffte man, dass Athen die in der Schlacht von Sphakteria gefangen genommenen Spartaner freigeben würde, während Athen darauf spekulierte, Zeit zu gewinnen, um die mit ihm verbündeten Städte gegen Sparta befestigen zu können. Zwar wurde in dem Dokument, das die Unterhändler beider Mächte vereinbarten, geregelt, dass für ein Jahr die Waffen ruhen sollten; tatsächlich nahm Brasidas unterdessen die Stadt Skione an der Südspitze von Chalkidiki ein, während der Athener Kleon eine Streitmacht entsandte, um Skione zurückzugewinnen.
Im Jahr 422 v. Chr., der Waffenstillstand war nun offiziell abgelaufen, kam Kleon in Thrakien mit 30 Schiffen, 1200 Hopliten und 300 Reitern an, unterstützt von weiteren Truppen der athenischen Verbündeten. Mit dieser Streitmacht gelang ihm die Rückeroberung von Torone und Skione, wobei im Kampf um Skione der spartanische Feldherr Pasitelidas ums Leben kam. Dann setzte sich Kleon in Eion fest, während Brasidas mit 2000 Hopliten, 300 Reitern und einigen weiteren Truppen bei Kerdylion stand. Einen Angriff wagte er nicht und zog sich stattdessen in die Stadt Amphipolis zurück; Kleon zog ihm nach, da aber Brasidas offenbar keine Anstalten machte, sich auf eine Schlacht einzulassen, wollte Kleon mit seinem Heer wieder nach Eion zurückkehren.

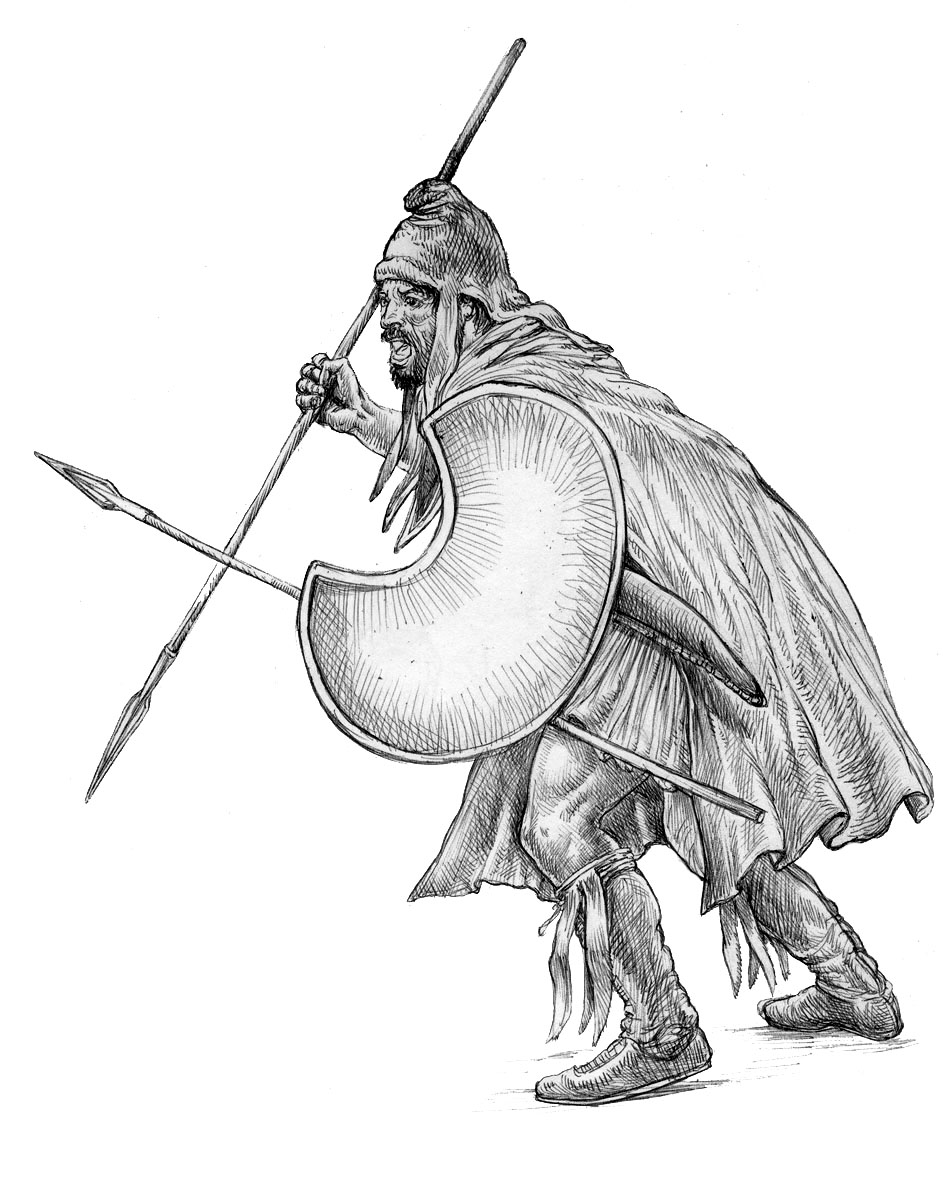
Thrakischer Peltast

## Die Schlacht
In diesem Moment brach Brasidas aus der Stadt hervor und traf die Athener völlig unvorbereitet. In der Schlacht, die nun entbrannte, wurde Brasidas bald tödlich verwundet, ohne dass die Athener dies gleich bemerkt hätten. Kleon fiel auf der Flucht. Die Athener mussten sich nach Eion zurückziehen, wobei sie insgesamt rund 600 Mann verloren. Die Spartaner sollen in der Schlacht nur sieben (als Chiffre für "wenige") Männer verloren haben. Brasidas selbst erlag seinen Verletzungen, nachdem er vom Sieg seines Heeres erfuhr.

## Folgen der Schlacht
Die Amphipoliten bestatteten Brasidas innerhalb ihrer Stadtmauern. Sie betrachteten ihn als den zweiten Gründer ihrer Stadt und verehrten ihn mit Spielen und kultischen Feiern als Heros.
Der Tod der stärksten Kriegstreiber machte auf beiden Seiten den Weg zum Frieden frei, und so schlossen Athener und Spartaner bald nach der Schlacht den Nikiasfrieden, der allerdings nicht lange anhielt. Einer der Gründe für den anhaltenden Zwist war die Weigerung des spartanischen Kommandanten Klearidas, die Stadt Amphipolis bestimmungsgemäß wieder an die Athener zurückzugeben.